# 中国扇贝
，是莺蛤目海扇蛤科海扇蛤属的一种。主要分布于中国大陆、台湾，常栖息在潮下带浅水区细沙底。
其种加词“sinensis”意为“中华的”。